# 杜宪
杜宪（1954年9月23日—），女，浙江省杭州市人，生于北京，中国媒体人。

## 生平
杜宪于1954年生于北京。16岁初中毕业，进入位于北京门头沟、实施准军事化管理的北京人民轴承厂，在后勤连的大食堂工作7年。文化大革命结束后，1977年恢复高考，杜宪报名参加了北京广播学院（现中国传媒大学）门头沟招生点的初试。与此同时，由于当时中央电视台新闻播音人员青黄不接，李娟、吕大渝等资深从业人员也亲自到北京广播学院门头沟招生点试图直接挑选播音员，选中了杜宪。但最后杜宪被北京广播学院录取，没有进入中央电视台。杜宪、薛飞等人是北京广播学院77级播音班的同学。
1982年，杜宪、薛飞毕业后被分配到中央电视台新闻部播音组，起初承担《新闻联播》20分钟的国内新闻录制任务。后来，随着赵忠祥、刘佳、吕大渝等老一代播音员退出一线，薛飞、杜宪开始成为《新闻联播》的主要播音员，同时也成了1980年代的名人。1988年，杜宪成为第七届全国政协委员。1989年6月4日晚间，《新闻联播》由杜宪与张宏民主持，播报了北京戒严等消息，杜宪当天身着黑衣、语速缓慢。
由于同情学生，杜宪、薛飞在1989年6月被调离中央电视台新闻部播音组，杜宪转入中央电视台经济部担任编辑，化名“皓月”。此后经济部每次评选先进，杜宪始终榜上有名。1992年，杜宪应国际新闻广播电视交流中心（即“梅地亚中心”）之邀，出任电视片《中国小城镇》的主持人，跟随摄制组游历了云南、贵州、四川、西藏等地。
1992年6月，杜宪辞职离开中央电视台。随后杜宪与“梅地亚中心”签订了5年的工作合约。1992年9月至同年底，杜宪应邀到美国佛罗里达大学做访问学者，丈夫陈道明随行。1992年底，电视剧《北京人在纽约》的导演郑晓龙、冯小刚邀请杜宪出演女主角“郭燕”，当时陈道明已被定为饰演“大卫”，和姜文等人已经进组，但不久杜宪、陈道明一道解约离开了剧组。
杜宪回国后，继续履行与“梅地亚中心”的工作合同。1993年夏，杜宪正式辞去“梅地亚中心”的职位，出任今日新闻广告有限公司艺术总监、常州先奇影视制作中心董事长。同年，其著作《我在美国的106天》由长春出版社出版。1998年，杜宪又创办一家科技公司，任董事长。1997年开始，香港凤凰卫视邀请杜宪加盟。2000年1月，她受聘出任凤凰卫视节目主持人、策划，主持《只有一个地球》栏目，并先后任专题片《穿越风沙线》、《寻找远去的家园》、《永远的三峡》的监制和主持人。2002年，杜宪离开凤凰卫视。
后来，杜宪到母校中国传媒大学（前身为北京广播学院）播音主持艺术学院担任副教授，2014年退休。2007年11月2日，杜宪与清华大学签订协议，以父亲杜庆华所获“何梁何利奖”为基础，筹款55万人民币设立“杜庆华奖学金”，主要用于奖励清华大学航天航空学院贫寒而优秀的学生。

## 家庭
- 父：杜庆华，力学专家，清华大学教授，中国工程院院士[1]。
- 丈夫：陈道明，演员。1978年两人经介绍相识，1982年结婚，1985年生下女儿陈格，后者13岁时被送往英国读书[2][8]。